# Katastrofa lotu Sriwijaya Air 182
Katastrofa lotu Sriwijaya Air 182 – katastrofa samolotu Boeinga 737-524, należącego do indonezyjskich linii lotniczych Sriwijaya Air, do którego doszło 9 stycznia 2021. Na pokładzie znajdowało się 50 pasażerów i 12 członków załogi. Poszukiwania ofiar katastrofy trwały do 21 stycznia, gdy władze Indonezji poinformowały o zakończeniu działań ratowniczych i uznaniu wszystkich osób przebywających na pokładzie lotu 182 za zmarłych.

## Przebieg lotu
Samolot Boeing 737-524, należący do linii lotniczych Sriwijaya Air, miał odbyć regularny lot rejsowy z portu lotniczego Dżakarta-Soekarno-Hatta do miasta Pontianak. Samolot wystartował o godzinie 14:14 czasu lokalnego, ze względu na znaczne opóźnienie miał wylądować w Pontianak o godzinie 15:50. Lot Sriwijaya Air 182 wznosił się na wysokość ok. 4 km (13 000 stóp), po czym maszyna gwałtownie skręciła w prawo i runęła do Morza Jawajskiego.

Trasa Lotu